# 彦根市立若葉小学校
彦根市立若葉小学校（ひこねしりつ わかばしょうがっこう）は、滋賀県彦根市蓮台寺町にある公立小学校。

## 概要
若葉小学校には、約60種類、約3000本もの木が植えられている。これらの木は、小学校設立時（1996年頃）の生徒たちが植えた木とされている。
若葉小学校には「いこいの池」という池があり、池には絶滅危惧種のオニバスを始め、多数の生物が生息している。
また、毎年六年生が若葉の森を守るために何かできることはないかと考えてそれを若葉小学校に残している。
若葉小学校は当初は第二城陽小学校という名前であったが木を植えたから、「若葉小学校」という名前になった。
若葉小学校は琵琶湖のヘドロを使って作られており、自然にとてもやさしい小学校である。

## 沿革
- 1996年 - 若葉小学校創立（彦根市立城陽小学校より分離）[1]
- 2017年 - メリーチョコレートの「メリー桜プロジェクト」の一環でソメイヨシノを植樹[2]。
- 2018年 - 若葉小学校のキャラクター「はっぴぃ」が誕生。